# Perissandria diopsis
Perissandria diopsis är en fjärilsart som beskrevs av Charles Boursin 1963. Perissandria diopsis ingår i släktet Perissandria och familjen nattflyn. Inga underarter finns listade i Catalogue of Life.